# Terme Stufe di Nerone
(Cassiodoro, Variae, IX, 6, 6)
Le Terme Stufe di Nerone sono un antico centro termale romano che si trova tra Bacoli e Pozzuoli nella città metropolitana di Napoli. Nascono principalmente per le cure termali utilizzando le acque termali ed i fanghi provenienti dalle sorgenti e dai laghetti.
Sul luogo, ai tempi dei romani, sorgevano le cosiddette Terme Silvane dedicate a Rea Silvia (madre di Romolo e Remo).

## L'area termale di Punta Epitaffio
Dalle stampe del Morghen (1769) si evince una precisa visione dei resti di epoca romana che furono realizzati lungo le pendici della collina di Punta Epitaffio: insediamenti di ville disposte sui terrazzamenti con vista sul lago di Lucrino, impianti termali privati e pubblici. Infatti durante l'età imperiale, la zona fu molto apprezzata dagli aristocratici romani che solevano trascorrere il loro tempo libero nelle loro lussuose ville.
Il Sudatorio di Tritoli, detto Stufe di Nerone, aveva l'accesso dalla strada che conduce alla vicina cittadina di Baia (frazione di Bacoli). Era costituito da stanze rettangolari con letti completamente scavati nel tufo. In queste stanze veniva convogliato il vapore caldo tramite cunicoli che avevano origine nel cuore caldo della collina dove si trovava una sorgente termale molto attiva.
All'interno delle attuali Stufe è visibile ancora oggi un pezzo di esedra in opera cementizia, con resti di intonaco. Terminante in origine ai lati con due paramenti laterizi, cui si aggiunsero due prolungamenti decorati a conchiglie e tessere mosaicali, la struttura, databile intorno al II secolo, era un ninfeo tutto aperto verso il lago Lucrino e appartenente al complesso esteso sulla collina, del quale tutt'oggi si vede in alto, un muro in opera reticolata.
Sempre a questo complesso, appartiene un lungo cunicolo ad andamento semicircolare, cui si accede dalla sauna posta in basso dell'esedra. Questa area fu utilizzata ancora nel Medioevo e fino al XVIII secolo grazie alla costante presenta di sorgenti termominerali. Queste Stufe sono citate da Vitruvio (II 6.2) e Celso (de Medicina II 17.1).
A poca distanza da queste, ai piedi della collina, sorgeva il Balneum Silvianae e coincide, benché ristrutturato con le Terme Stufe di Nerone. Strutture medievali rinvenute anni fa, voltate a botte e poste alla quota di quelle inferiori romane, sono individuabili invece come sudatorio.